# Carl Emil Bardenfleth

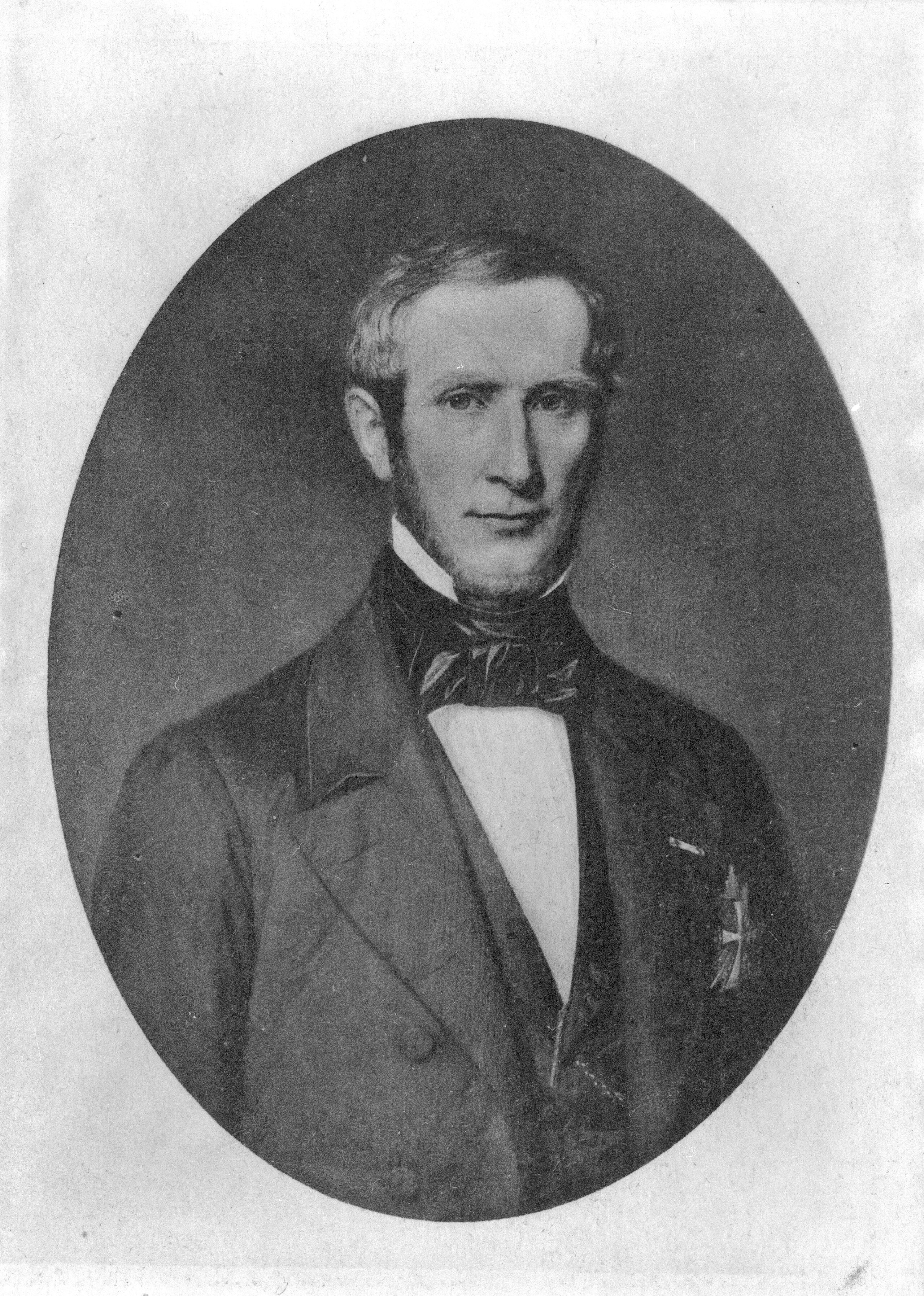
Carl Emil Bardenfleth

Carl Emil Bardenfleth, född 9 maj 1807 och död 3 september 1857, var en dansk minister, far till den danske inrikesministern Vilhelm Bardenfleth.
Bardenfleth var Fredrik VII:s barndomsvän och hovchef, vid Fredriks tronbestigning i januari blev han geheimestatsminister och senare i marsministeriet justitiestatsminister, till han vid det partiella ministerskiftet 1851 i stället blev minister för Schlesvig. Han avgick i januari 1852. Bardenfleth tillhörde dem som försökte hålla den blivande grevinnan Danners inflytande tillbaka. Någon politisk roll spelade han inte.